# 銀座商店街 (徳島市)

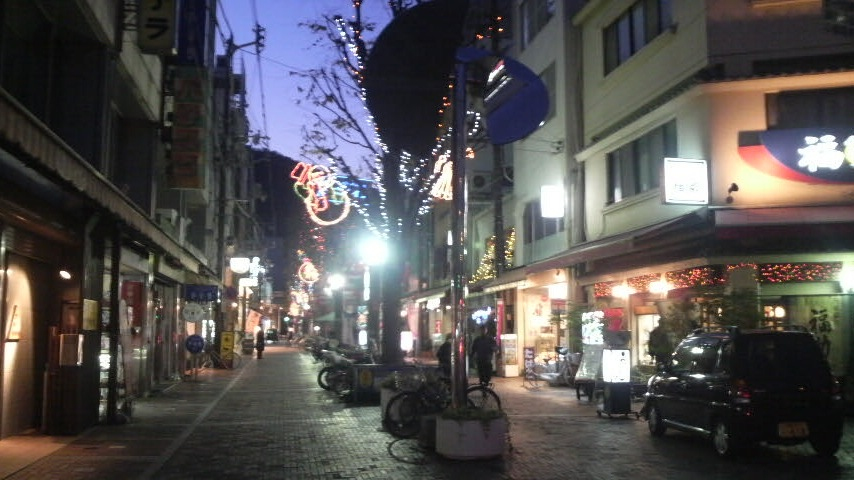
銀座商店街

銀座商店街（ぎんざしょうてんがい）は、徳島県徳島市銀座にある商店街。

## 概要
徳島市の中心市街地に位置し、東側は東新町商店街・籠屋町商店街、西側は両国橋南商店街と隣接している。1973年（昭和48年）に設立。
他の市街地中心にある商店街と同様、2001年（平成13年）11月に、板野郡北島町に映画館を備えた県内最大規模のショッピングセンター・フジグラン北島がオープンし、2005年（平成17年）に籠屋町商店街にあったダイエー徳島店が撤退したことが影響し、年々賑わいが退きつつある。

## 主な店舗
2009年10月時点の店舗一覧。
- 渡辺菓子店
- English Garden・Ginza
- ジュネファッション
- Bar StandarD
- 中華そば 銀座一福
- 手打ちうどん 山しげ
- 公文銀座教室
- P@in
- 銀座 生花
- たこ銀
- かまぼこ処 水穂・銀座店
- ユア シセイドウ ごとう
- pizza Acqua Piccola
- 元山和楽器
- 居酒屋
- LUCKY CAFE
- ベビーセンターヤナギヤ
- トリコ・コム・デ・ギャルソン
- フタバ
- あい野治療院
- LIVE&BAR CROWBAR
- パブ寅屋
- カフェプラザ きおい
- 彩空間 GRACE
- グレイス
- NEW ISEYA銀座店
- 中国直輸入雑貨 麗 REI
- ORANGESITE
- ピティドンナ
- ダーツバー・TRIPLE ZONE
- パチンコ 銀座ホール
- かぷちーの
- ヘアーサロン TOKYO銀座店
- 平野文光堂
- 銀座みらい歯科
- 捨六